# Rock Nacional (álbum de Los Tipitos)
Rock nacional es el decimocuarto álbum de la banda argentina de rock y pop Los Tipitos, publicado en CD el 10 de noviembre de 2017 (una semana antes se liberó su reproducción en las plataformas digitales).
El álbum es un homenaje al rock argentino y presenta versiones de clásicos de Rata Blanca, Los Fabulosos Cadillacs, Los Abuelos de la Nada, Los Auténticos Decadentes, León Gieco y Luis Alberto Spinetta. entre otros.

## Historia
Coincidiendo con los festejos por los 50 años del rock argentino, Los Tipitos publican Rock nacional, un homenaje a aquellas canciones "que hicieron escuela en nosotros", según contó el cantante Walter Piancioli.
Rock nacional presenta versiones de clásicos de Rata Blanca, Los Fabulosos Cadillacs, Los Abuelos de la Nada, Los Auténticos Decadentes, León Gieco, Sui Generis, Fito Páez, Luis Alberto Spinetta, Soda Stereo, Pappo y Turf.
El primer sencillo fue «Mujer amante», tema de Rata Blanca aparecido originalmente en el emblemático álbum Magos, espadas y rosas, de 1990. Piancioli comentó: “Esta canción fue un desafío porque no teníamos mucho contacto de raíz con la obra original de Rata Blanca. Pero puesto en la mesa de trabajo me resultó muy placentero cantarla y me parece que dimos con una versión muy personal y muy Tipitos. Hemos logrado un gran homenaje al grupo que marcó una década en el rock nacional”.
El segundo sencillo fue «Loco (Tu forma de ser)», tema compuesto y grabado originalmente por Los Auténticos Decadentes para su álbum debut, El milagro argentino, de 1989. Los Tipitos consiguen darle una vuelta de tuerca con la participación del rapero Emanero y el tecladista invitado Mariano Custodio.
El álbum fue presentado en vivo el 10 de noviembre de 2017 en La Trastienda de la Ciudad de Buenos Aires.

## Lista de canciones
Detrás de cada título se mencionan los intérpretes originales.
| N.º   | Título                                               | Escritor(es)                           | Duración |  |
| 1.    | «Mujer amante» (Rata Blanca)                         | Walter Giardino, Adrián Barilari       | 5:39     |  |
| 2.    | «Siguiendo la luna» (Los Fabulosos Cadillacs)        | Sergio Rotman                          | 4:39     |  |
| 3.    | «Mil horas» (Los Abuelos de la Nada)                 | Andrés Calamaro                        | 3:28     |  |
| 4.    | «Loco (Tu forma de ser)» (Los Auténticos Decadentes) | Jorge Serrano                          | 4:41     |  |
| 5.    | «De igual a igual» (León Gieco)                      | León Gieco, Luis Gurevich              | 4:18     |  |
| 6.    | «Dime quién me lo robó» (Sui Generis)                | Charly García                          | 6:40     |  |
| 7.    | «Viejo mundo» (Fito Páez)                            | Fito Páez                              | 4:50     |  |
| 8.    | «Una sola cosa» (Luis Alberto Spinetta)              | Luis Alberto Spinetta                  | 3:32     |  |
| 9.    | «Cuando pase el temblor» (Soda Stereo)               | Gustavo Cerati                         | 4:25     |  |
| 10.   | «Ella es como un ángel» (Pappo)                      | Napolitano, Rutigliano                 | 2:41     |  |
| 11.   | «Ropa violeta» (Luis Alberto Spinetta)               | Luis Alberto Spinetta                  | 4:50     |  |
| 12.   | «Quiero seguir así» (Turf)                           | Levinton, Repar, Lopatín, Ottavianelli | 3:51     |  |
| 53:35 |                                                      |                                        |          |  |

## Detalles de las canciones
1. «Mujer amante»: Grabado en Romaphonic y mezclado en estudios PM por Tomás Vigo en 2017 para el álbum Rock Nacional. Músico invitado: Gustavo Álvarez en guitarra líder. Producido y arreglado por Walter Piancioli y Los Tipitos.
2. «Siguiendo la luna»: Grabado en Circo Beat por Norberto Hegoburu y mezclado en estudios Tole por Facundo Rodríguez en 2009 para el álbum Vos sabés... cómo te esperaba (homenaje a Los Fabulosos Cadillacs) y arreglado por Pablo Guyot, Alfredo Toth y Los Tipitos.
3. «Mil horas»: Grabado y mezclado en Del Abasto al Pasto por Álvaro Villagra en 2006 para el álbum Calamaro Querido (Cantando al Salmón). Producido y arreglado por Álvaro Villagra y Los Tipitos.
4. «Loco (Tu forma de ser)». Grabado en Romaphonic por Tomás Vigo y Emanero en 2017 para el álbum Rock Nacional. Músico invitado: Mariano Custodio en teclados. Versión, arreglos y producción: Emanero y Los Tipitos.
5. «De igual a igual»: Grabado y mezclado en Del Abasto al Pasto por Álvaro Villagra en 2008 para el álbum Gieco Querido (Cantando al León). Producido y arreglado por Los Tipitos.
6. «Dime quién me lo robó»: Grabado y mezclado en estudios Rosebud por Gustavo Segal en 2006 para el álbum Escúchame entre el ruido. Todos los instrumentos ejecutados por Lito Vitale menos la orquesta de Juan de Dios Filiberto con arreglos de Daniel García bajo la dirección de Popy Spatocco. Solo de guitarra de Baltasar Comotto y voces a cargo de Los Tipitos. Producido por Lito Vitale.
7. «Viejo mundo»: Grabado en Romaphonic por Tomás Vigo en 2017 para el álbum Rock Nacional. Producido y arreglado por Los Tipitos.
8. «Una sola cosa»: Grabado y mezclado en el estudio Osa Mayor por Guillermo Cudmani en 2007 para el álbum Al Flaco dale gracias. Editado por Fabián Spampinato. Producido y arreglado por Los Tipitos.
9. «Cuando pase el temblor»: Grabado y mezclado en Del Abasto al Pasto por Álvaro Villagra en 2016 para el álbum Ojos tremendos. Producido por Michel Peyronel.
10. «Ella es como un ángel»: Grabado y mezclado por Tomás Vigo en estudio Insoluble en 2013. Producido y arreglado por Los Tipitos.
11. «Ropa violeta»: Grabado en vivo por Adrián Balbo y Tole López Naguil en el concierto "Alma de diamante", realizado en el Autocine Villa Gesell el 7 de febrero de 2013. Mezclado por Tomás Vigo en 2017. Músico invitado: Lito Vitale en piano.
12. «Quiero seguir así»: Grabado y mezclado por Anel Paz para el álbum Para mí para vos reversiones 2005. Músico invitado: Joaquín Levinton en voz. Producido y arreglado por Los Tipitos.[5]

## Músicos

#### Los Tipitos
- Walter Piancioli — voz, coros, pianos, teclados y guitarras.
- Raúl Rufino — voz, coros, guitarras.
- Pablo Tévez — voz, coros, batería.
- Federico Bugallo — bajo, coros.

#### Artistas invitados
- Emanero — rap en «Loco (Tu forma de ser)»,
- Mariano Custodio — teclados en «Loco (Tu forma de ser)»,
- Gustavo Álvarez — guitarra lead
- Lito Vitale — todos los instrumentos menos la orquesta en «Dime quién me lo robó», piano en «Ropa violeta».
- Orquesta de Juan de Dios Filiberto — en «Dime quién me lo robó».
- Baltasar Comotto — solo de guitarra en «Dime quién me lo robó».
- Joaquín Levinton — voz en «Quiero seguir así».[5]